# وليم سلون (مؤلف)
وليم سلون (بالإنجليزية: William Sloane)‏ (15 أغسطس 1906 في الولايات المتحدة - 25 سبتمبر 1974، نيو سيتي في الولايات المتحدة)؛ روائي أمريكي. درس في جامعة برنستون.